# Чемпіонат світу з футболу 1934
Чемпіонат світу з футболу 1934 року — другий чемпіонат світу серед чоловічих збірних команд з футболу, що проходив  з 27 травня по 10 червня 1934 року в Італії.
Перший чемпіонат світу, фінальній частині якого передував кваліфікаційний раунд, адже готовність і бажання взяти участь у ньому висловили представники 32 країн, а формат змагання передбачав участь лише 16 збірних. Діючі чемпіони світу, збірна Уругваю, відкинули можливість захисту титулу на полях Європи, загалом відмовившись від участі у чемпіонаті світу 1934 року на знак протесту проти фактичного ігнорування першого чемпіонату світу, що пройшов в Уругваї, майже всіма європейськими командами.
Переможцем змагання вийшла команда країни-господаря, збірна Італії, ставши другим чемпіоном світу і першою європейською командою-володарем цього титулу. У фіналі чемпіонату італійці мінімально, з рахунком 2:1, здолали збірну Чехословаччини.
Офіційним м'ячем турніру був визначений Federale 102, м'яч італійського виробництва.

## Господар турніру
Процес визначення країни-господаря другого чемпіонату світу був досить тривалим і відбувався на низці зустрічей виконавчого комітету ФІФА, на останньому з яких 9 жовтня 1932 року у Стокгольмі врешті-решт було визначено, що фінальний турнір прийме Італія, головним конкурентом якої у боротьбі за це право до останнього залишалася Швеція. 
Заявка Італії активно підтримувалася особисто лідером країни Беніто Муссоліні, який розглядав цей світовий спортивний форум як нагоду пропагувати переваги фашизму, панівної на той час в Італії ідеалогії. На підготовку і проведення заходу італійським урядом було спрямовано 3,5 мільйони італійських лір.

## Кваліфікаційний раунд

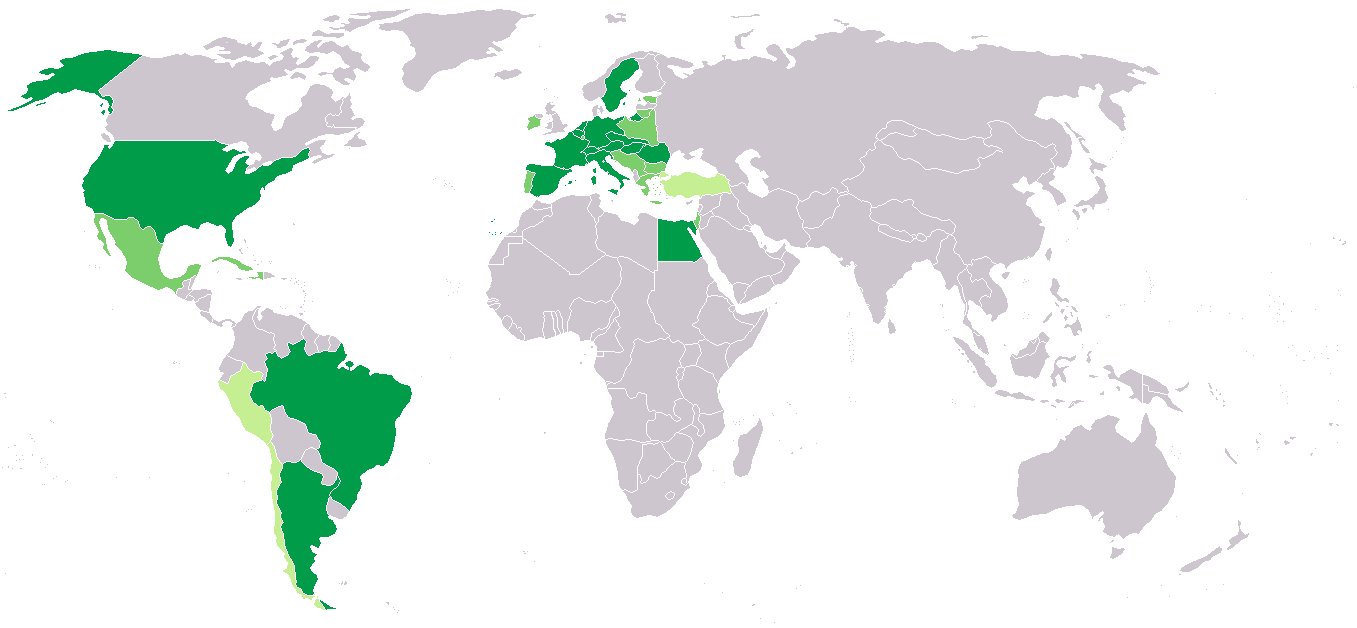
Учасники кваліфікаційного раунду чемпіонату світу 1934

Бажання ж і готовність позмагатися на другому чемпіонаті світу з футболу висловили представники 32 країн, що, зважаючи на формат фінальної частини турніру, який передбачав участь 16 збірних, обумовило необхідність попереднього проведення кваліфікаційного раунду для визначення його учасників. Діючі чемпіони світу, збірна Уругваю, відкинули можливість захисту титулу на полях Європи, загалом відмовившись від участі у чемпіонаті світу 1934 року на знак протесту проти фактичного ігнорування першого чемпіонату світу, що пройшов в Уругваї, майже всіма європейськими командами. 
Серед найсильніших на той час футбольних команд світу участі у чемпіонаті також не брали представники Британських островів, які на той час не визнавали змагань під егідою ФІФА, хоча організація виходила напраму на керівництво збірних Англії та Шотландії, пропонуючи їм гарантовані місця у фінальній частини світової першості, без необхідності кваліфікуватися. Водночас, навіть команді-господарю фінальної частини, збірній Італії, єдиний раз в історії чемпіонатів світу, доводилося здобувати право участі в ній через кваліфікаційний раунд, в якому, утім, італійці без проблем здолали грецьку збірну.
Змагання кваліфікаційного раунду відбувалися у 12 групах, сформованих за географічною ознакою — 12 з 16 місць у фінальній частині змагання було виділено представникам Європи, дві — командам з Південної Америки, по одній — для Північної Америки і регіону Азії та Африки. Ще до початку змагань з них знялися збірні Чилі та Перу, дозволивши збірним Бразилії та Аргентини кваліфікуватися, не провівши жодної гри. Також знялася зі змагань й збірна Туреччини.

### Учасники фінального турніру
За результатами кваліфікаційного раунду учасниками фінального турніру стали 16 збірних:
- Австрія
- Аргентина
- Бельгія
- Бразилія
- Єгипет
- Іспанія
- Італія (господари)
- Нідерланди
- Німеччина
- Румунія
- США
- Угорщина
- Франція
- Чехословаччина
- Швейцарія
- Швеція

Враховуючи, що цей чемпіонат був лише другим в історії, а попередній відбувався у далекій Південній Америці, відразу 10 з 16 учасників ЧС-1934 дебютували на світових футбольних першостях. Другим цей турнір був лише для команд Аргентини, Бразилії, США, Бельгії, Франції та Румунії.

## Міста та стадіони
| Болонья Флоренція Генуя Мілан Неаполь Рим Трієст Турин | Болонья Флоренція Генуя Мілан Неаполь Рим Трієст Турин | Мілан                   | Болонья               |
| ------------------------------------------------------ | ------------------------------------------------------ | ----------------------- | --------------------- |
| Болонья Флоренція Генуя Мілан Неаполь Рим Трієст Турин | Болонья Флоренція Генуя Мілан Неаполь Рим Трієст Турин | Стадіо Сан-Сіро         | Стадіо Літторіале     |
| Болонья Флоренція Генуя Мілан Неаполь Рим Трієст Турин | Болонья Флоренція Генуя Мілан Неаполь Рим Трієст Турин | Місткість: 55 000       | Місткість: 50 100     |
| Болонья Флоренція Генуя Мілан Неаполь Рим Трієст Турин | Болонья Флоренція Генуя Мілан Неаполь Рим Трієст Турин |                         |                       |
| Болонья Флоренція Генуя Мілан Неаполь Рим Трієст Турин | Болонья Флоренція Генуя Мілан Неаполь Рим Трієст Турин | Рим                     | Флоренція             |
| Болонья Флоренція Генуя Мілан Неаполь Рим Трієст Турин | Болонья Флоренція Генуя Мілан Неаполь Рим Трієст Турин | Стадіо Націонале ПНФ    | Стадіо Джованні Берта |
| Болонья Флоренція Генуя Мілан Неаполь Рим Трієст Турин | Болонья Флоренція Генуя Мілан Неаполь Рим Трієст Турин | Місткість: 47 300       | Місткість: 47 290     |
| Болонья Флоренція Генуя Мілан Неаполь Рим Трієст Турин | Болонья Флоренція Генуя Мілан Неаполь Рим Трієст Турин |                         |                       |
| Неаполь                                                | Генуя                                                  | Турин                   | Трієст                |
| Стадіо Джорджо Аскареллі                               | Стадіо Луїджі Ферраріс                                 | Стадіо Беніто Муссоліні | Стадіо Літторіо       |
| Місткість: 40 000                                      | Місткість: 36 703                                      | Місткість: 28 140       | Місткість: 8 000      |
|                                                        |                                                        |                         |                       |

## Формат
Замість формату групових змагань, що використовувався на першій світовій першості, на чемпіонаті 1934 року використовувалася олімпійська система, за якої команди починали зі стадії 1/8 фіналу і вибували зі змагання після першого ж програшу. Якщо гра завершувалася унічию після 90 хвилин основного часу, призначалися 30 хвилин додаткового часу. У випадку, якщо й додатковий час не визначав переможця, на наступний день призначалося перегравання.
Жеребкування першого етапу відбулося на основі розподілу команд на сіяні та несіяні. До сіяних, тобто номінальних фаворитів пар стадії 1/8 фіналу, були зараховані збірні Австрії, Аргентини, Бразилії, Італії, Нідерландів, Німеччини, Угорщини та Чехословаччини.

## Перебіг турніру

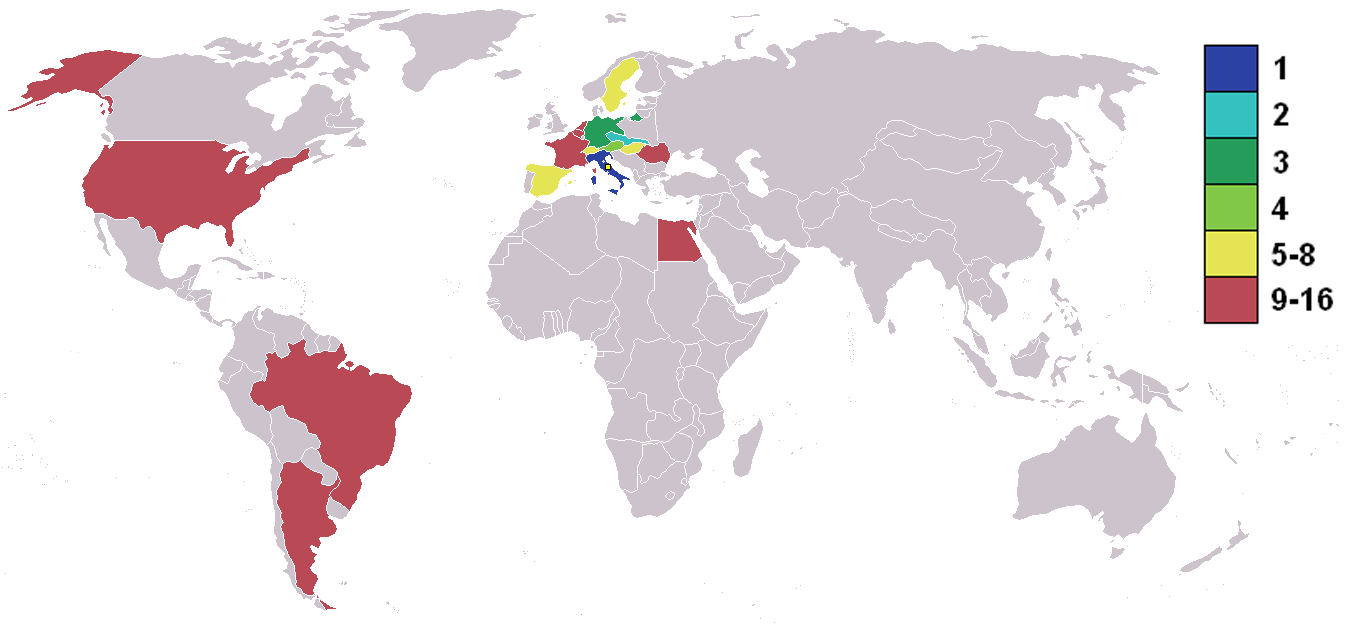
Учасники фінального турніру чемпіонату світу 1934

Вісім матчів першого етапу проводилися одночасно 27 травня на усіх 8 стадіонах, що приймали турнір. Найпотужніше почали господарі турніру, які здолали збірну США з рахунком 7:1. Вже на стадії 1/8 фіналу також припинили боротьбу і збірні Єгипту, Аргентини і Бразилії, таким чином єдиний раз в історії чемпіонатів світу усі вісім учасників чвертьфіналів турніру були представниками Європи.
На стадії чвертьфіналів уперше в історії чемпіонатів світу відбулося перегравання, адже по завершенні 120 хвилин основного і додаткового часу матчу Італії проти Іспанії рахунок залишився нічийним (1:1), тож до півфіналу турніру його майбутній переможець, збірна Італії, змогла пройти лише за результатами проведеного наступного дня перегравання, в якому вона мінімально перемогла 1:0.
Учасниками фінальної гри стали збірні Італії та Чехословаччини, які у півфіналах взяли гору відповідно над збірними Австрії та Німеччини. У вирішальному матчі чемпіонату рахунок було відкрито лише на 76-ій хвилині зустрічі, відзначилася чехословацька команда. Проте італійцям вже за п'ять хвилин вдалося зрівняти рахунок, а в додатковий час вирвати перемогу у грі і стати другими в історії чемпіонами світу.

## Турнірна сітка
|  | 1/8 фіналу            | 1/8 фіналу          |                                         |       | Чвертьфінал         | Чвертьфінал         |                    |                    | Півфінал | Півфінал |  |  | Фінал | Фінал |
|  |                       |                     |                                         |       |                     |                     |                    |                    |          |          |  |  |       |       |
|  | 27 травня - Рим       |                     |                                         |       |                     |                     |                    |                    |          |          |  |  |       |       |
|  |                       |                     |                                         |       |                     |                     |                    |                    |          |          |  |  |       |       |
|  | Італія                | 7                   |                                         |       |                     |                     |                    |                    |          |          |  |  |       |       |
|  | Італія                | 7                   | 31 травня – Флоренція (повтор 1 червня) |       |                     |                     |                    |                    |          |          |  |  |       |       |
|  | США                   | 1                   |                                         |       |                     |                     |                    |                    |          |          |  |  |       |       |
|  | США                   | 1                   | Італія                                  | 1 (1) |                     |                     |                    |                    |          |          |  |  |       |       |
|  | 27 травня - Генуя     |                     | Італія                                  | 1 (1) |                     |                     |                    |                    |          |          |  |  |       |       |
|  |                       | Іспанія             | 1 (0)                                   |       |                     |                     |                    |                    |          |          |  |  |       |       |
|  | Бразилія              | Іспанія             | 1 (0)                                   | 1     |                     |                     |                    |                    |          |          |  |  |       |       |
|  | Бразилія              |                     | 3 червня - Мілан                        | 1     |                     |                     |                    |                    |          |          |  |  |       |       |
|  | Іспанія               | 3                   |                                         |       |                     |                     |                    |                    |          |          |  |  |       |       |
|  | Іспанія               | 3                   | Італія                                  | 1     |                     |                     |                    |                    |          |          |  |  |       |       |
|  | 27 травня - Неаполь   |                     | Італія                                  | 1     |                     |                     |                    |                    |          |          |  |  |       |       |
|  |                       | Австрія             | 0                                       |       |                     |                     |                    |                    |          |          |  |  |       |       |
|  | Угорщина              | Австрія             | 0                                       | 4     |                     |                     |                    |                    |          |          |  |  |       |       |
|  | Угорщина              | 31 травня - Болонья |                                         | 4     |                     |                     |                    |                    |          |          |  |  |       |       |
|  | Єгипет                | 2                   |                                         |       |                     |                     |                    |                    |          |          |  |  |       |       |
|  | Єгипет                | 2                   | Угорщина                                | 1     |                     |                     |                    |                    |          |          |  |  |       |       |
|  | 27 травня - Турин     |                     | Угорщина                                | 1     |                     |                     |                    |                    |          |          |  |  |       |       |
|  |                       | Австрія             | 2                                       |       |                     |                     |                    |                    |          |          |  |  |       |       |
|  | Австрія (ДЧ)          | Австрія             | 2                                       | 3     |                     |                     |                    |                    |          |          |  |  |       |       |
|  | Австрія (ДЧ)          |                     | 10 червня – Рим                         | 3     |                     |                     |                    |                    |          |          |  |  |       |       |
|  | Франція               | 2                   |                                         |       |                     |                     |                    |                    |          |          |  |  |       |       |
|  | Франція               | 2                   | Італія (ДЧ)                             | 2     |                     |                     |                    |                    |          |          |  |  |       |       |
|  | 27 травня - Трієст    |                     | Італія (ДЧ)                             | 2     |                     |                     |                    |                    |          |          |  |  |       |       |
|  |                       | Чехословаччина      | 1                                       |       |                     |                     |                    |                    |          |          |  |  |       |       |
|  | Чехословаччина        | Чехословаччина      | 1                                       | 2     |                     |                     |                    |                    |          |          |  |  |       |       |
|  | Чехословаччина        | 31 травня - Турин   |                                         | 2     |                     |                     |                    |                    |          |          |  |  |       |       |
|  | Румунія               | 1                   |                                         |       |                     |                     |                    |                    |          |          |  |  |       |       |
|  | Румунія               | 1                   | Чехословаччина                          | 3     |                     |                     |                    |                    |          |          |  |  |       |       |
|  | 27 травня - Мілан     |                     | Чехословаччина                          | 3     |                     |                     |                    |                    |          |          |  |  |       |       |
|  |                       | Швейцарія           | 2                                       |       |                     |                     |                    |                    |          |          |  |  |       |       |
|  | Нідерланди            | Швейцарія           | 2                                       | 2     |                     |                     |                    |                    |          |          |  |  |       |       |
|  | Нідерланди            |                     | 3 червня – Рим                          | 2     |                     |                     |                    |                    |          |          |  |  |       |       |
|  | Швейцарія             | 3                   |                                         |       |                     |                     |                    |                    |          |          |  |  |       |       |
|  | Швейцарія             | 3                   | Чехословаччина                          | 3     |                     |                     |                    |                    |          |          |  |  |       |       |
|  | 27 травня - Болонья   |                     | Чехословаччина                          | 3     |                     |                     |                    |                    |          |          |  |  |       |       |
|  |                       | Німеччина           | 1                                       |       | Матч за третє місце | Матч за третє місце |                    |                    |          |          |  |  |       |       |
|  | Аргентина             | Німеччина           | 1                                       | 2     | Матч за третє місце | Матч за третє місце |                    |                    |          |          |  |  |       |       |
|  | Аргентина             | 31 травня - Мілан   | 31 травня - Мілан                       | 2     |                     |                     | 7 червня - Неаполь | 7 червня - Неаполь |          |          |  |  |       |       |
|  | Швеція                | 31 травня - Мілан   | 31 травня - Мілан                       | 3     |                     |                     | 7 червня - Неаполь | 7 червня - Неаполь |          |          |  |  |       |       |
|  | Швеція                | Швеція              | 1                                       | 3     | Австрія             | 2                   |                    |                    |          |          |  |  |       |       |
|  | 27 травня - Флоренція | Швеція              | 1                                       |       | Австрія             | 2                   |                    |                    |          |          |  |  |       |       |
|  |                       | Німеччина           | 2                                       |       | Німеччина           | 3                   |                    |                    |          |          |  |  |       |       |
|  | Німеччина             | Німеччина           | 2                                       | 5     | Німеччина           | 3                   |                    |                    |          |          |  |  |       |       |
|  | Німеччина             |                     |                                         | 5     |                     |                     |                    |                    |          |          |  |  |       |       |
|  | Бельгія               | 2                   |                                         |       |                     |                     |                    |                    |          |          |  |  |       |       |
|  | Бельгія               | 2                   |                                         |       |                     |                     |                    |                    |          |          |  |  |       |       |

## Перший раунд
| 27 травня 1934 |

| Австрія                           | 3 — 2 | Франція                       |
| --------------------------------- | ----- | ----------------------------- |
| Сінделар 45' Шалль 93' Біцан 109' | Звіт  | Ніколя 18' Верр'є 115' (пен.) |

| «Муніципальний стадіон Беніто Муссоліні» (Турин) Глядачів: 10 000 |

Австрія: Петер Платцер, Франц Цізар, Карл Сеста, Франц Вагнер, Йозеф Смістик (), Йоганн Урбанек, Карл Цишек, Йозеф Біцан, Маттіас Сінделар, Антон Шалль, Рудольф Фіртль. Тренер — Гуго Майзль
Франція: Алексіс Тепо (), Жак Мересс, Етьєн Маттле, Едмон Дельфур, Жорж Верр'є, Ноель Льєтер, Фріц Келлер, Жозеф Альказар, Жан Ніколя, Роже Рьйо, Альфред Астон. Тренери — Гастон Барро, Джордж Кімптон.
| 27 травня 1934 |

| Італія                                                     | 7 — 1 | США         |
| ---------------------------------------------------------- | ----- | ----------- |
| Ск'явіо 18', 29', 64' Орсі 20', 69' Феррарі 63' Меацца 90' | Звіт  | Донеллі 67' |

| «Стадіо Націонале ПНФ» (Рим) Глядачів: 20 000 |

Італія: Джанп'єро Комбі, Вірджиніо Розетта (), Луїджі Аллеманді, Маріо Піцціоло, Луїс Монті, Луїджі Бертоліні, Анфілоджино Гварізі, Джузеппе Меацца, Анджело Ск'явіо, Джованні Феррарі, Раймундо Орсі. Тренер — Вітторіо Поццо.
США: Джуліус Юліан, Ед Черкевич, Джордж Мургаус (), Пітер П'єтрас, Біллі Гонсалвес, Том Флорі, Френсіс Раян, Вернер Нільсен, Альдо Донеллі, Волтер Дік, Віллі Маклейн. Тренер — Девід Гулд.
| 27 травня 1934 |

| Німеччина                                       | 5 — 2 | Бельгія         |
| ----------------------------------------------- | ----- | --------------- |
| Коберський 27' Зіффлінг 43' Конен 65', 70', 89' | Звіт  | Ворхоф 31', 44' |

| «Стадіо Комунале» (Флоренція) Глядачів: 5 000 |

Німеччина: Віллібальд Кресс, Зігмунд Гарінгер, Ганс Шварц, Пауль Янес, Фріц Шепан (), Пауль Зелінський, Ернст Ленер, Карл Гоманн, Едмунд Конен, Отто Зіффлінг, Станіслаус Коберський. Тренер — Отто Нерц.
Бельгія: Андре Вандевеєр, Філіберт Смеллінкс, Констан Жоасем, Франс Перар, Фелікс Велькенгейзен (), Жан Классенс, Франсуа Деврі, Бернар Ворхоф, Жан Капелль, Лорен Гріммонпре, Альбер Гереманс. Тренер — Гектор Гутінк.
| 27 травня 1934 |

| Чехословаччина      | 2 — 1 | Румунія   |
| ------------------- | ----- | --------- |
| Пуч 49' Неєдлий 66' | Звіт  | Добай 10' |

| «Стадіо Літторіо» (Трієст) Глядачів: 9 000 |

Чехословаччина: Франтішек Планічка (), Ладислав Женишек, Йозеф Чтиршокий, Йозеф Коштялек, Штефан Чамбал, Рудольф Крчил, Франтішек Юнек, Йозеф Сильний, Їржі Соботка, Олдржих Неєдлий, Антонін Пуч. Тренер — Карел Петру.
Румунія: Вільмош Зомборі, Емеріх Фогль (), Георге Албу, Василе Дегеляну, Рудольф Котормань, Йожеф Моравець, Сілвіу Біндя, Ніколае Ковач, Грациан Сепі, Юліу Бодола, Штефан Добай. Тренери — Константин Редулеску, Йозеф Уриділ.
| 27 травня 1934 |

| Швейцарія                      | 3 — 2 | Нідерланди         |
| ------------------------------ | ----- | ------------------ |
| Кільгольц 7', 44' Абегглен 66' | Звіт  | Сміт 20' Венте 70' |

| «Сан-Сіро» (Мілан) Глядачів: 30 000 Арбітр: Іван Еклінд (Швеція) |

Швейцарія: Франк Сешеай, Северіно Мінеллі (), Вальтер Вайлер, Альбер Гіншар, Фернан Жаккар, Ернст Гуфшмід, Віллі фон Кенель, Раймон Пасселло, Леопольд Кільгольц, Андре Абегглен, Жозеф Боссі. Тренер — Гайнріх Мюллер.
Нідерланди: Геюс ван дер Мелен, Маук Вебер, Шеф ван Рюн, Генк Пеллікан, Вім Андерісен, Пюк ван Гел (), Франк Велс, Лен Венте, Беб Бакгейс, Кік Сміт, Йоуп ван Неллен. Тренер — Боб Гленденнінг.
| 27 травня 1934 |

| Швеція                    | 3 — 2 | Аргентина            |
| ------------------------- | ----- | -------------------- |
| Юнассон 9', 67' Кроон 79' | Звіт  | Беліс 4' Галатео 46' |

| (Болонья) |

Швеція: Андерс Рюдберг, Нільс Аксельссон, Свен Андерссон, Руне Карлссон, Нільс Русен (), Ернст Андерссон, Йоста Дункер, Рагнар Густавссон, Свен Юнассон, Туре Келлер, Кнут Кроон. Тренери — Йожеф Надь.
Аргентина: Ектор Фрескі, Хуан Педевілья, Ернесто Беліс, Хосе Неїн, Константіно Урб'єта Соса, Аркадіо Лопес (), Франсіско Руа, Федеріко Вільде, Альфредо Де Вінченці, Альберто Галатео, Роберто Іраньєта. Тренер — Феліпе Паскуччі. 
| 27 травня 1934 |

| Іспанія                                | 3 — 1 | Бразилія     |
| -------------------------------------- | ----- | ------------ |
| Ірарагоррі 18' (пен.) Лангара 25', 29' | Звіт  | Леонідас 55' |

| (Генуя) |

Іспанія: Рікардо Самора (), Сіріако Еррасті, Хасінто Кінкосес, Леонардо Сілауррен, Хосе Мугерса, Мартін Маркулета, Рамон Лафуенте, Хосе Ірарагоррі, Ісідро Лангара, Сімон Лекуе, Гільєрмо Горостіса. Тренер — Амадео Гарсія.
Бразилія: Роберто Педроза, Сілвіо, Луз, Тіноко, Мартім Сілвейра (), Ейтор Каналлі, Луїзіньйо, Валдемар де Бріто, Леонідас да Сілва, Армандінью, Патеско. Тренер — Луїс Віньяес.
| 27 травня 1934 |

| Угорщина                             | 4 — 2 | Єгипет         |
| ------------------------------------ | ----- | -------------- |
| Телекі 11' Тольді 31', 61' Вінце 53' | Звіт  | Фавзі 35', 39' |

| «Партенопео» (Неаполь) |

Угорщина: Анталь Сабо, Дьюла Футо, Ласло Штернберг (), Іштван Палоташ, Дьордь Сюч, Дьюла Лазар, Імре Маркош, Єне Вінце, Паль Телекі, Геза Тольді, Габор Сабо. Тренер — Еден Надаш.
Єгипет: Мустафа Мансур, Алі Ель-Каф, Шарлі Хаміду, Хассан Ель-Фар, Ісмаїл Рафаат, Хассан Рагаб, Мохамед Латіф, Абдулрахман Фавзі, Махмуд Мохтар (), Мостафа Таха, Мохаммед Хассан. Тренер — Джеймс Мак-Крей.

## Чвертьфінал
| 31 травня 1934 |

| Австрія             | 2 — 1 | Угорщина          |
| ------------------- | ----- | ----------------- |
| Хорват 7' Цишек 51' | Звіт  | Шароші 60' (пен.) |

| Болонья Глядачів: 14 000 |

Австрія: Петер Платцер, Франц Цізар, Карл Сеста, Франц Вагнер, Йозеф Смістик, Йоганн Урбанек, Карл Цишек, Йозеф Біцан, Маттіас Сінделар, Йоганн Хорват (), Рудольф Фіртль. Тренер — Гуго Майзль.
Угорщина: Анталь Сабо, Йожеф Ваго, Ласло Штернберг (), Іштван Палоташ, Дьордь Сюч, Анталь Салаї, Імре Маркош, Іштван Авар, Дьордь Шароші, Геза Тольді, Тібор Кемень. Тренер — Еден Надаш.
| 31 травня 1934 |

| Чехословаччина                      | 3 — 2 | Швейцарія              |
| ----------------------------------- | ----- | ---------------------- |
| Свобода 23' Соботка 49' Неєдлий 83' | Звіт  | Кільгольц 18' Єггі 78' |

| Турин Глядачів: 12 000 |

Чехословаччина: Франтішек Планічка (), Ладислав Женишек, Йозеф Чтиршокий, Йозеф Коштялек, Штефан Чамбал, Рудольф Крчил, Франтішек Юнек, Франтішек Свобода, Їржі Соботка, Олдржих Неєдлий, Антонін Пуч. Тренер — Карел Петру.
Швейцарія: Франк Сешеай, Северіно Мінеллі (), Вальтер Вайлер, Альбер Гіншар, Фернан Жаккар, Ернст Гуфшмід, Віллі фон Кенель, Віллі Єггі, Леопольд Кільгольц, Андре Абегглен, Альфред Єк. Тренер — Гайнріх Мюллер.
| 31 травня 1934 |

| Німеччина       | 2 — 1 | Швеція     |
| --------------- | ----- | ---------- |
| Гоманн 60', 63' | Звіт  | Дункер 82' |

| Мілан Глядачів: 3 000 |

Німеччина: Віллібальд Кресс, Зігмунд Гарінгер, Вільгельм Буш, Рудольф Грамліх, Фріц Шепан (), Пауль Зелінський, Ернст Ленер, Карл Гоманн, Едмунд Конен, Отто Зіффлінг, Станіслаус Коберський. Тренер — Отто Нерц.
Швеція: Андерс Рюдберг, Нільс Аксельссон, Свен Андерссон, Руне Карлссон, Нільс Русен (), Ернст Андерссон, Йоста Дункер, Рагнар Густавссон, Свен Юнассон, Туре Келлер, Кнут Кроон. Тренери — Йожеф Надь. 
| 31 травня 1934 |

| Італія      | 1 — 1 | Іспанія     |
| ----------- | ----- | ----------- |
| Феррарі 45' | Звіт  | Регейро 31' |

| Флоренція Глядачів: 35 000 |

Італія: Джанп'єро Комбі (), Еральдо Мондзельйо, Луїджі Аллеманді, Маріо Піцціоло, Луїс Монті, Армандо Кастеллацці, Енріке Гвайта, Джузеппе Меацца, Анджело Ск'явіо, Джованні Феррарі, Раймундо Орсі. Тренер — Вітторіо Поццо.
Іспанія: Рікардо Самора (), Сіріако Еррасті, Хасінто Кінкосес, Леонардо Сілауррен, Хосе Мугерса, Феде, Лафуенте, Хосе Ірарагоррі, Ісідро Лангара, Луїс Регейро, Гільєрмо Горостіса. Тренер — Амадео Гарсія.
Додатковий матч
| 1 червня 1934 |

| Італія     | 1 — 0 | Іспанія |
| ---------- | ----- | ------- |
| Меацца 12' | Звіт  |         |

| Флоренція Глядачів: 34 000 |

Італія: Джанп'єро Комбі (), Еральдо Мондзельйо, Луїджі Аллеманді, Аттіліо Ферраріс, Луїс Монті, Луїджі Бертоліні, Енріке Гвайта, Джузеппе Меацца, Феліче Борель, Аттіліо Демарія, Раймундо Орсі. Тренер — Вітторіо Поццо.
Іспанія: Хуан Ногес, Рамон Сабало, Хасінто Кінкосес (), Леонардо Сілауррен, Хосе Мугерса, Сімон Лекуе, Марті Вентольра, Луїс Регейро, Кампаналь, Чачо, Крісант Боск. Тренер — Амадео Гарсія.

## Півфінал
| 3 червня 1934 |

| Італія     | 1 — 0 | Австрія |
| ---------- | ----- | ------- |
| Гвайта 19' | Звіт  |         |

| «Сан-Сіро» (Мілан) Глядачів: 45 000 |

Італія: Джанп'єро Комбі (), Еральдо Мондзельйо, Луїджі Аллеманді, Аттіліо Ферраріс, Луїс Монті, Луїджі Бертоліні, Енріке Гвайта, Джузеппе Меацца, Анджело Ск'явіо, Джованні Феррарі, Раймундо Орсі. Тренер — Вітторіо Поццо.
Австрія: Петер Платцер, Франц Цізар, Карл Сеста, Франц Вагнер, Йозеф Смістик (), Йоганн Урбанек, Карл Цишек, Йозеф Біцан, Маттіас Сінделар, Антон Шалль, Рудольф Фіртль. Тренер — Гуго Майзль.
| 3 червня 1934 |

| Чехословаччина        | 3 — 1 | Німеччина |
| --------------------- | ----- | --------- |
| Неєдлий 21', 75', 81' | Звіт  | Ноак 63'  |

| «Стадіо Націонале ПНФ», Рим Глядачів: 8 000 |

Чехословаччина: Франтішек Планічка (), Ярослав Бургр, Йозеф Чтиршокий, Йозеф Коштялек, Штефан Чамбал, Рудольф Крчил, Франтішек Юнек, Їржі Соботка, Франтішек Свобода, Олдржих Неєдлий, Антонін Пуч. Тренер — Карел Петру.
Німеччина: Віллібальд Кресс, Зігмунд Гарінгер, Вільгельм Буш, Пауль Зелінський, Фріц Шепан (), Якоб Бендер, Ернст Ленер, Отто Зіффлінг, Едмунд Конен, Рудольф Ноак, Станіслаус Коберський. Тренер — Отто Нерц.

## Матч за третє місце
| 7 червня 1934 |

| Німеччина               | 3 — 2 | Австрія              |
| ----------------------- | ----- | -------------------- |
| Ленер 1', 42' Конен 29' | Звіт  | Хорват 30' Сеста 55' |

| «Партенопео» (Неаполь) Глядачів: 7 000 |

Німеччина: Ганс Якоб, Пауль Янес, Вільгельм Буш, Пауль Зелінський, Райнгольд Мюнценберг, Якоб Бендер, Ернст Ленер, Отто Зіффлінг, Едмунд Конен, Фріц Шепан (), Маттіас Гайдеманн. Тренер — Отто Нерц.
Австрія: Петер Платцер, Франц Цізар, Карл Сеста, Франц Вагнер, Йозеф Смістик, Йоганн Урбанек, Карл Цишек, Георг Браун, Йозеф Біцан, Йоганн Хорват (), Рудольф Фіртль. Тренер — Гуго Майзль.

## Фінал
| 10 червня 1934 17:30 UTC+1 |

| Італія               | 2 – 1 | Чехословаччина |
| -------------------- | ----- | -------------- |
| Орсі 81' Ск'явіо 95' | Звіт  | Пуч 76'        |

| «Стадіо Націонале ПНФ», Рим Глядачів: 45 000 Арбітр: Іван Еклінд (Швеція) |

Італія: Джанп'єро Комбі (), Еральдо Мондзельйо, Луїджі Аллеманді, Аттіліо Ферраріс, Луїс Монті, Луїджі Бертоліні, Енріке Гвайта, Джузеппе Меацца, Анджело Ск'явіо, Джованні Феррарі, Раймундо Орсі. Тренер — Вітторіо Поццо.
Чехословаччина: Франтішек Планічка (), Йозеф Чтиршокий, Ладислав Женишек, Рудольф Крчил, Штефан Чамбал, Йозеф Коштялек, Антонін Пуч, Олдржих Неєдлий, Їржі Соботка, Франтішек Свобода, Франтішек Юнек. Тренер — Карел Петру.

## Бомбардири
З п'ятьма забитими голами найкращим бомбардиром змагання став чехословацький футболіст Олдржих Неєдлий. Загалом в іграх турніру було забито 70 голів, авторами яких стали 45 різних гравців.
5 голів
| - Олдржих Неєдлий |

4 голи
| - Едмунд Конен - Анджело Ск'явіо |

3 голи
| - Раймундо Орсі - Леопольд Кільгольц |

2 голи
| - Йоганн Хорват - Бернар Воргоф - Антонін Пуч - Абдулрахман Фавзі | - Карл Гоманн - Ернст Ленер - Геза Тольді - Джованні Феррарі | - Джузеппе Меацца - Хосе Ірарагоррі - Свен Юнассон |

1 гол
| - Ернесто Беліс - Альберто Галатео - Йозеф Біцан - Антон Шалль - Карл Сеста - Маттіас Сінделар - Карл Цишек - Леонідас - Їржі Соботка - Франтішек Свобода | - Жан Ніколя - Жорж Верр'є - Станіслаус Коберський - Рудольф Ноак - Отто Зіффлінг - Дьєрдь Шароші - Паль Телекі - Єне Вінце - Енріке Гвайта - Кік Сміт | - Лен Венте - Штефан Добаї - Ісідро Лангара - Луїс Регейро - Йоста Дункер - Кнут Кроон - Андре Абегглен - Віллі Єггі - Альдо Донеллі |